# Діонісій (Лукін)
Єпископ Діонісій (в миру Михайло Олександрович Лукін; нар. 2 травня 1911, Севастополь, Таврійська губернія — пом. 23 лютого 1976, Роттердам, Нідерланди) — єпископ Російської Православної церкви, єпископ Роттердамський, вікарій Брюссельської єпархії.

## Біографія
Михайло Лукін народився 1911 року у Севастополі. Батько — Олександр Петрович Лукін (1883—1946) — капітан 2-го рангу, служив на Чорноморському флоті, учасник Першої світової війни і білогвардійського руху, письменник-мариніст.

### Навчання і початок пастирського служіння
У 1920 році сім'я Лукіних емігрувала до Константинополя, потім переїхала до Франції. Закінчив російську гімназію в Парижі, навчався на філологічному факультеті Сорбонни.
У своїй промові при нареченні його на єпископа Роттердамського від зазначав: «Я … отримав поверхневе релігійне виховання. Мій прихід до Церкви був наслідком внутрішнього перевороту і цілком свідомого звернення до Бога, яке відбулося в дні моєї юності, і з тих пір я вирішив присвятити своє життя служінню Богу, прагнучи при цьому до чернецтва».
Закінчивши Свято-Сергіївський православний богословський інститут у Парижі (1935). Був духовним сином протоієрея Андрія Сергієнка.
1 березня 1935 був пострижений у чернецтво, з 3 березня 1935 року — ієродиякон, з 10 березня 1935 року — ієромонах. Був другим священиком парафії в Аньєрі під Парижем, виконував обов'язки настоятеля православного храму у Флоренції. Весною 1936 року виконував пастирські обов'язки при жіночій обителі Воскресіння Христового в Розуа-ан-Брі (в околицях Парижа).

### Священик в Голландії
У травні 1936 року направлений настоятелем парафії до Гааги замість померлого священика Олексія Розанова. За спогадами Євлогія (Георгіївського): «До призначення ієромонаха Діонісія (Лукіна) прихід у Гаазі був нечисленний, слабкий, життя в ньому ледь-ледь жевріло. О. Діонісій, молодий Пастир, енергійний, ревний, був глибоко вражений картиною духовної занедбаності і омертвіння, коли на Свято Вознесіння Господнього до церкви прийшли тільки … три людини!».
Здобувши освіту у Франції, він намагався увести французькі традиції до роботи з молоддю і парафіянами в Гаазькій церкві: відкрив катехізаторські курси для молоді, проводив щоденні бесіди на богословські теми з дорослими, створив благодійний фонд читав лекції нідерландцям про Православ'я. У 1947 його лекції були видані під назвою «Руське Православ'я»; книга кілька разів перевидавалася, прочитавши її, багато голландців познайомилися з православною культурою. Завдяки діяльності ієромонаха Діонісія збільшилася кількість парафіян Гаазької церкви. Він увів всеношні бдіння по суботах (до нього служби проходили тільки по неділях).
За його ініціативою храм був перенесений в нову будівлю. За спогадами митрополита Євлогія (Георгіївського): «для відродження парафії він вирішив будь-що-будь влаштувати особливий храм, відокремивши церкву від квартири настоятеля… Для цього треба було перебудувати будиночок консьєржа біля входу до церковного саду. Згодом наприкінці 1937 року о. Діонісій свій план здійснив. Спочатку грошей не було. О. Діонісій почав старанно збирати пожертви; на його заклик жваво відгукнулися не тільки колишні жителі Російської імперії (їх було мало, і вони бідні), але і його голландські друзі-протестанти, старокатолики… Знайшовся архітектор, з голландців, що жив до цього у Російській імперії; він зробив зручний і красивий план пристосування будиночка під храм». Перший камінь в основу майбутнього храму був закладений 3 червня 1937 року. 12 грудня того ж року відбулося урочисте освячення храму в ім'я Святої Марії Магдалини, на якому були присутні митрополит Євлогій(Георгіївський), з Парижа, і архієпископ Олександр (Немоловський) з Брюсселя.
У 1938 року в церкві Марії Магдалини ієромонах Діонісій хрестив перших двох нідерландців. У 1940 році під його впливом до православ'я перейшли бенедиктинські послушники Яків (Аккерсдайк) та Адріан (Корпорал).
На початку 1940 року парафіяльна рада вирішила евакуювати до Великої Британії всі коштовності храму, в тому числі позолочене Євангеліє Петра I, гобелен, вишитий Анною Павлівною, золоту дарохранительницу Києво-Печерської Лаври, золоту чашу з камінням. Під час Другої світової війни ієромонах Діонісій переховував у церкві багатьох переслідуваних німецькою владою, серед яких були нідерландці, євреї та радянські громадяни. Він дав багатьом євреям свідоцтва про хрещення, ховав їх у церкві (в ризниці за вівтарем, куди забороняв проходити німецьким патрульним).
З 27 грудня 1940 по 9 квітня 1942 року, незважаючи на заборону і арешти ієромонах Діонісій відвідував групу радянських військовополонених в таборі неподалік від Амерсфорта до розстрілу ув'язнених. Сам Діонісій за доносом про зраду був підданий жорстоким тортурам.
У 1944 році ієромонах Діонісій отримав благословення використовувати нідерландську мову для богослужіння. Він підготував один з перших перекладів Православної літургії нідерландською мовою, призначений для богослужінь, а також переклав молитвослов.
У 1945 році, після закінчення Другої світової війни, ієромонах Діонісій разом з іншими священиками російських православних парафій в Західній Європі на чолі з митрополитом Євлогієм (Георгіївським) возз'єднався і прийняв громадянство СРСР. Це призвело до розколу в Гаазькій парафії. Багато парафіян залишили парафію і створили парафію в ім'я Воскресіння Христового в підпорядкуванні РПЦЗ. Цей прихід опікував прибулий з Брюсселя протоієрей Василь Давидович, який також духовно опікав інші парафії РПЦЗ у Нідерландах.
У 1948 році був створений прихід Святої Марії Єгипетської в приміщенні будинку у центрі Амстердама на вулиці Мейдерстрат. У 1948—1974 роках це була єдина російська православна церква в місті. На початку 1950-х років склався прихід на честь Покрови Пресвятої Богородиці в Арнемі, парафіянами якого спочатку були переважно переселенці з німецьких трудових таборів, а потім біженці з соціалістичних Китаю (головним чином з Шанхаю) та Югославії (спочатку богослужіння відбувалися в будівлі старокатоличного храму, потім був придбаний житловий будинок, в якому облаштована і в 1956 році освячена церква, що діє і в даний час. У першій половині 1950-х років служби РПЦЗ також здійснювалися в Зволлі та в провінції Зеландія, але до 1955 року вони припинилися через нечисленність парафіян, які стали відвідувати арнемський прихід, чисельність якого зросла до 40 осіб.
У 1948 році ієромонах Діонісій створив новий прихід в Роттердамі для жінок, депортованих з території СРСР до німецьких робітничих таборів і залишилися після війни на Заході. Парафія була названа на честь ікони Божої Матері «Скоропослушниця», отриманої ієромонахом Діонісієм у дар від відлюдника ієросхимонаха Костянтина з Південної Індії ще до початку Другої світової війни.
З 1948 року ієромонах Діонісій служив у двох парафіях, але в 1957 році остаточно залишив Гаазьку парафію. Для перших служб у роттердамській парафії він орендував приміщення в балетній школі. У 1957 році з'явилася можливість здійснювати богослужіння в невеликому храмі, присвяченому святителю Миколі Чудотворцю.
Із 1959 року — настоятель храму на честь ікони Пресвятої Богородиці, іменованої «Скоропослушниця», в Роттердамі та храму в ім'я святителя Миколая в Гаарлемі. Був благочинним православних парафій у Нідерландах.

### Єпископ
20 березня 1966 року у Трапезному храмі Троїце-Сергієвої лаври хіротонізований на єпископа Роттердамського, вікарія архієпископа Брюссельського і бельгійського Василя (Кривошеїна). Хіротонію здійснювали: Патріарх Алексій I, митрополит Ленінградський і Ладозький Никодим (Ротов), архієпископи Брюссельський і бельгійський Василь (Кривошеїн), архієпископ Новгородський і староруський Сергій (Голубцов), єпископи Дмитровський Філарет (Денисенко), єпископ Волоколамський Питирим (Нечаєв) і єпископ Зарайський Ювеналій (Поярков).
На Архієрейській Нараді перед Помісним собором Російської Православної церкви 1971 року підтримав позицію архієпископа Василя, виступивши за таємне голосування на виборах Патріарха і за обговорення різних кандидатур. Однак більшість архієреїв, перебуваючи під тиском влади, не підтримали ці пропозиції.
18 серпня 1972 року у зв'язку з прийомом у Московський Патріархат єпископа Якова (Аккесдейка) та створенням Гаазької єпархії був звільнений на спокій з призначенням настоятелем парафії в ім'я ікони Божої Матері «Скоропослушниці» в Роттердамі і безпосереднім підпорядкуванням митрополиту Сурозькому Антонію (Блуму), Патріаршому екзарху Західної Європи.
2 жовтня 1975 року в "Русской мысли"за підписом «Спостерігач» було опубліковано «Свідоцтво про Помісний собор Російської Православної Церкви 1971 р. у Москві» єпископа Діонісія, в якій він, головним чином, зосереджував увагу на емоційній оцінці того, що відбувається, висловивши таким чином своє обурення власною відставкою і повідавши суспільству про її можливі причини. Архієпископ Василь (Кривошеїн), розцінивши даний текст як «неприємну річ», швидко склав відповідь, де, піддав сумніву цінність опублікованого свідоцтва, а відставку єпископа Діонісія пов'язав не з його позицією на соборі, а з непорядками в голландському вікаріатстві.
9 листопада 1975 року в Тиждень 20-ий після П'ятидесятниці урочисто відзначалося 40-річчя перебування єпископа Діонісія в Нідерландах, але в цей час він вже важко хворів і 8 березня 1976 року помер. Відспівування здійснив 4 березня архієпископ Брюссельський і бельгійський Василь (Кривошеїн). Похований Діонісій на старому кладовищі в Гаазі поруч з могилою свого батька.

## Публікація
- Russische Orthodoxie. — Amsterdam: W. Ten Have, 1947.
- Опять на Родине // Журнал Московской Патриархии. М., 1954. — № 9. — С. 25-28
- Радость общения (к посещению Голландии членом Священного Синода Русской Православной Церкви митрополитом Ленинградским и Ладожским Никодимом) // Журнал Московской Патриархии. М., 1964. — № 7. — С. 57-61.
- Речь при наречении во епископа Роттердамского 19 марта 1966 г. // Журнал Московской Патриархии. 1966. — № 5. — С. 9-10;
- Богослужения Великого поста как путь души христианской через Голгофу к Воскресению // Журнал Московской Патриархии. М., 1967. — № 4. — С. 51-62.
- Экуменические встречи в Голландии // Журнал Московской Патриархии. М., 1967. — № 4. — С. 49-50.
- Новый епископ Старокатолической Церкви // Журнал Московской Патриархии. М., 1968. — № 7. — С. 56.
- Экуменические встречи в Голландии // Журнал Московской Патриархии. М., 1969. — № 4. — С. 66-67.